# Camundongo-do-mato
O Camundongo-do-mato (Oryzomys flavescens) é um pequeno roedor da família dos murídeos, sendo encontrado no Uruguai, Argentina no sul brasileiro e é avistado esporadicamente, de forma rara, no estado de São Paulo, nas regiões de mata Atlântica com bambuzais. Tal espécie de roedor possui pelagem marrom-amarelada e cauda longa, maior que o comprimento do corpo e da cabeça juntos. Também é conhecido pelos nomes de rato-do-bambu e rato-da-taquara.